# Boitaraca
Boitaraca é uma comunidade quilombola localizada no município de Nilo Peçanha de nº 54160.001733/2008-13.
Em 12 de dezembro de 2014, a área de  621,0781 hectares foi titulada pela Coordenação de Desenvolvimento Agrário da Bahia (CDA-BA).